# Batalha de Corinto
A Batalha de Corinto foi travada em 197 a.C., durante a Segunda Guerra Macedônica, entre as forças de Corinto e do Reino da Macedônia contra as da Liga Aqueia.

## Batalha
Depois da derrota na Batalha de Cinoscéfalos, o rei Filipe V da Macedônia tentou chegar a um acordo de paz com a República Romana. Enquanto isto, as forças macedônicas se viram em uma situação difícil na região de Corinto. O comandante da cidade, Andróstenes, dispunha de uma força de 6 000 soldados (500 macedônios, 800 ilírios, 1 200 trácios, 800 cretenses, 1 000 beócios, 1 000 tessálios e 700 coríntios) para enfrentar o exército da Liga Aqueia comandado por Nicóstrato. Confiante da inferioridade numérica de seu adversário, Andróstenes enviou parte de suas forças para saquear o território aqueu. Por conta disto, Nicóstrato reuniu 5 000 soldados e 300 cavaleiros e atacou o acampamento de Andróstenes de surpresa. Os macedônios conseguiram montar uma linha de defesa, mas a maioria fugiu do campo de batalha depois do ataque aqueu. Os macedônicos que sobraram se defenderam valentemente, mas foram sobrepujados pelas forças aqueias. Na batalha morreram 1 500 homens, incluindo Andróstenes, outros 300 foram capturados. O restante se refugiou em Corinto.

## Referencias
- Krzysztof, Kęciek (2002). Kynoskefalaj 197 p.n.e. (em polaco). Varsóvia: Wyd. Bellona